# الوحوش الصغيرة (فلم)
الوحوش الصغيرة هو فيلم مصري من إخراج عبد اللطيف زكي وبطولة سهير رمزي، فاروق الفيشاوي، مصطفى متولي، سامي العدل، محمود الجندي وهياتم، صدر الفيلم في 29 مايو 1989.

## نبذة
أحمد شاب لم يكمل دراسته في كلية الهندسة لصعوبات مالية، ويضطر للعمل في الورشة التي تركها له والده، وبرغم قصة الحب التي تجمعه بتحية الممرضة الفقيرة، تضطر هى الأخرى أن تتزوج من ثرى عربي ليموت وترثه وتتحول إلى سيدة أعمال ناجحة وتحاول أن تعيد علاقتها به.

## طاقم العمل
- سهير رمزي بدور تحية
- فاروق الفيشاوي بدور أحمد
- مصطفى متولي بدور شوقي
- سامي العدل بدور يوسف
- محمود الجندي بدور رفعت
- هياتم بدور دهب

## وصلات خارجية
- مقالات تستعمل روابط فنية بلا صلة مع ويكي بيانات